# Ahmad Tejan Kabbah
Ahmad Tejan Kabbah, né le 16 février 1932 à Pendembu et mort le 13 mars 2014 à Freetown, est un homme d'État sierra-léonais, chef du Parti du peuple de Sierra Leone (SLPP) et président de la République de 1996 à 2007.

## Biographie
Fonctionnaire au sein du Programme des Nations unies pour le développement (PNUD) jusqu'à son retour en Sierra Leone en 1992, Ahmad Tejan Kebbah est élu président de la République le 15 mars 1996 avec 59,5 % des voix. Il forme un cabinet multiethnique et multipartite. Il promet des négociations de paix avec le Front révolutionnaire uni (RUF), responsable de la guerre civile qui y règne depuis mars 1991.
Le 25 mai 1997, il est contraint à l'exil en Guinée à la suite du coup d'État de Johnny Paul Koroma, président du Conseil révolutionnaire des Forces armées, un groupe d'anciens membres de l'armée de Sierra Leone. Grâce à l'intervention militaire de l'ECOMOG, il retourne à la présidence le 10 mars 1998.
Au nom de son gouvernement, il signe le 10 novembre 2000, à Abuja au Nigeria, un cessez-le-feu avec le RUF.
Le 14 mai 2002, lors des élections générales, il est réélu président avec 70,6 % des voix, devant Ernest Bai Koroma du All People's Congress et Johnny Paul Koroma. Ernest Bai Koroma lui succède en 2007.
Il meurt le 13 mars 2014 « après une longue maladie ».